# John Henry Bowen
John Henry Bowen (* September 1780 im Washington County, Virginia; † 25. September 1822 in Gallatin, Tennessee) war ein US-amerikanischer Politiker. Zwischen 1813 und 1815 vertrat er den Bundesstaat Tennessee im US-Repräsentantenhaus.

## Werdegang
John Bowen besuchte die öffentlichen Schulen in Lexington (Kentucky). Nach einem anschließenden Jurastudium und seiner Zulassung als Rechtsanwalt begann er in Gallatin in seinem neuen Beruf zu arbeiten. Politisch wurde er Mitglied der von Thomas Jefferson gegründeten Demokratisch-Republikanischen Partei.
Bei den staatsweit ausgetragenen Kongresswahlen des Jahres 1812 wurde er für den damals neu geschaffenen vierten Sitz des Staates Tennessee in das US-Repräsentantenhaus in Washington, D.C. gewählt, wo er am 4. März 1813 sein Mandat antrat. Bis zum 3. März 1815 konnte er eine Legislaturperiode im Kongress absolvieren. Diese war von den Ereignissen des Britisch-Amerikanischen Krieges von 1812 geprägt.
Nach seinem Ausscheiden aus dem US-Repräsentantenhaus arbeitete John Bowen wieder als Anwalt in Gallatin, wo er am 25. September 1822 starb.